# Cardamine hygrophila
Cardamine hygrophila är en korsblommig växtart som beskrevs av Tai Yien Cheo och Rhui Cheng Fang. Cardamine hygrophila ingår i släktet bräsmor, och familjen korsblommiga växter. Inga underarter finns listade i Catalogue of Life.